# 6014 Chribrenmark
6014 Chribrenmark eller 1991 PO10 är en asteroid i huvudbältet som upptäcktes den 7 augusti 1991 av den amerikanske astronomen Henry E. Holt vid Palomarobservatoriet. Den är uppkallad efter upptäckarens barnbarn, Christopher, Brendan och Mark.
Den tillhör asteroidgruppen Vesta.